# Savez nezavisnih socijaldemokrata

De SNSD (Servisch: Савез независних социјалдемократа,Savez nezavisnih socijaldemokrata, Alliantie van Onafhankelijke Sociaal-Democraten) is een politieke partij in de Servische Republiek in Bosnië en Herzegovina. De partij werd opgericht in 1996 en wordt sindsdien geleid door Milorad Dodik. Dodik is sinds 2022 president van de Servische Republiek, een ambt dat hij ook al bekleedde tussen 2010 en 2018. Hij was tevens premier (2006-2010) en maakte tussen 2018 en 2022 deel uit van het presidentschap van Bosnië en Herzegovina.
Voorloper van de SNSD was de Unie van Hervormingsgezinde Krachten. 